# Arcella
Arcella és gèneres d'amoebozous que produeixen una testa protectora quitinosa. La testa posseeix una obertura a través de la qual surten els pseudòpodes. Viuen lliurement a les aigües dolces i que abunda en ambients on es produeixen processos de nitrificació.
L'espècie tipus és Arcella vulgaris. Comprèn al voltant de 130 espècies.

## Taxonomia
- Arcella arenaria Greeff, 1866
  - Arcella arenaria sphagnicola Deflandre, 1928
- Arcella artocrea aplanata Grospietsch, 1954
- Arcella catinus Penard, 1890
- Arcella conica Playfair, 1917
- Arcella dentata Ehrenberg
- Arcella discoides Ehrenberg, 1871
  - Arcella discoides pseudovulgaris Deflandre, 1928
  - Arcella discoides scutelliformis Playfair, 1918
- Arcella gibbosa Penard, 1890
- Arcella hemisphaerica Perty, 1852
  - Arcella hemisphaerica gibba Deflandre, 1928
  - Arcella hemisphaerica intermedia Deflandre, 1928
  - Arcella hemisphaerica undulata Deflandre, 1928
- Arcella megastoma Penard, 1902
- Arcella polypora Penard, 1890
- Arcella rotundata Playfair, 1918
  - Arcella rotundata aplanata Deflandre, 1928
- Arcella tuberosus Decloitre, 1954
- Arcella vulgaris Ehrenberg, 1832
  - Arcella vulgaris undulata Deflandre, 1928
- Arcella gandalfi[3]